# Oscarsgalan 1976
Oscarsgalan 1976 som hölls 29 mars 1976 var den 48:e upplagan av Oscarsgalan där det prestigefyllda amerikanska filmpriset Oscar delades ut till filmer som kom ut under 1975. Gökboet blev första film på 41 år att ta alla de större priserna: bästa film, regi, manlig huvudroll, kvinnlig huvudroll och manus.

## Priskategorier

### Bästa film
Vinnare:
Gökboet - Saul Zaentz, Michael Douglas
Övriga nominerade:
Barry Lyndon - Stanley Kubrick
En satans eftermiddag - Martin Bregman, Martin Elfand
Hajen - Richard D. Zanuck, David Brown
Nashville - Robert Altman

### Bästa manliga huvudroll
Vinnare:
Gökboet - Jack Nicholson
Övriga nominerade:
The Sunshine Boys - Walter Matthau
En satans eftermiddag - Al Pacino
The Man in the Glass Booth - Maximilian Schell
Give 'em Hell, Harry! - James Whitmore

### Bästa kvinnliga huvudroll
Vinnare:
Gökboet - Louise Fletcher
Övriga nominerade:
Berättelsen om Adèle H. - Isabelle Adjani
Tommy - Ann-Margret
Hedda - Glenda Jackson
Hester Street - Carol Kane

### Bästa manliga biroll
Vinnare:
The Sunshine Boys - George Burns
Övriga nominerade:
Gökboet - Brad Dourif
Gräshopporna - Burgess Meredith
En satans eftermiddag - Chris Sarandon
Shampoo - Jack Warden

### Bästa kvinnliga biroll
Vinnare:
Shampoo - Lee Grant
Övriga nominerade:
Nashville - Ronee Blakley
Kör hårt, Marlowe - Sylvia Miles
Nashville - Lily Tomlin
Once Is Not Enough - Brenda Vaccaro

### Bästa regi
Vinnare:
Gökboet - Milos Forman
Övriga nominerade:
Nashville - Robert Altman
Fellini Amarcord - Federico Fellini
Barry Lyndon - Stanley Kubrick
En satans eftermiddag - Sidney Lumet

### Bästa originalmanus
Vinnare:
En satans eftermiddag - Frank Pierson (närvarade inte vid ceremonin)
Övriga nominerade:
Fellini Amarcord - Federico Fellini, Tonino Guerra
Toute une vie - Claude Lelouch, Pierre Uytterhoeven
Lyckan kommer, lyckan går - Ted Allan
Shampoo - Robert Towne, Warren Beatty

### Bästa manus efter förlaga
Vinnare:
Gökboet - Lawrence Hauben, Bo Goldman
Övriga nominerade:
Barry Lyndon - Stanley Kubrick
Mannen som ville bli kung - John Huston, Gladys Hill
Profumo di donna - Ruggero Maccari, Dino Risi
The Sunshine Boys - Neil Simon

### Bästa foto
Vinnare:
Barry Lyndon - John Alcott
Övriga nominerade:
Gräshopporna - Conrad L. Hall
Funny Lady - James Wong Howe
Hindenburg - Robert Surtees
Gökboet - Haskell Wexler, Bill Butler

### Bästa scenografi
Vinnare:
Barry Lyndon - Ken Adam, Roy Walker, Vernon Dixon
Övriga nominerade:
Hindenburg - Edward C. Carfagno, Frank R. McKelvy
Mannen som ville bli kung - Alexandre Trauner, Tony Inglis, Peter James
Shampoo - Richard Sylbert, W. Stewart Campbell, George Gaines
The Sunshine Boys - Albert Brenner, Marvin March

### Bästa kostym
Vinnare:
Barry Lyndon - Ulla-Britt Söderlund, Milena Canonero
Övriga nominerade:
De fyra musketörerna - Yvonne Blake, Ron Talsky
Funny Lady - Ray Aghayan, Bob Mackie
Trollflöjten - Henny Noremark, Karin Erskine
Mannen som ville bli kung - Edith Head

### Bästa ljud
Vinnare:
Hajen - Robert L. Hoyt, Roger Heman Jr., Earl Madery, John R. Carter
Övriga nominerade:
De red för livet - Arthur Piantadosi, Les Fresholtz, Richard Tyler, Al Overton Jr.
Funny Lady - Richard Portman, Don MacDougall, Curly Thirlwell, Jack Solomon
Hindenburg - Leonard Peterson, John A. Bolger Jr., John L. Mack, Don Sharpless
Vinden och lejonet - Harry W. Tetrick, Aaron Rochin, William L. McCaughey, Roy Charman

### Bästa klippning
Vinnare:
Hajen - Verna Fields
Övriga nominerade:
En satans eftermiddag - Dede Allen
Mannen som ville bli kung - Russell Lloyd
Gökboet - Richard Chew, Lynzee Klingman, Sheldon Kahn
Tre dagar för Condor - Fredric Steinkamp, Don Guidice

### Bästa sång
Vinnare:
Nashville - Keith Carradine för sången "I'm Easy"
Övriga nominerade:
Funny Lady - Fred Ebb, John Kander för sången "How Lucky Can You Get"
Whiffs - George Barrie (musik), Sammy Cahn (text) för sången "Now That We're In Love"
Ett fönster mot skyn - Charles Fox (musik), Norman Gimbel (text) för sången "Richard's Window"
Mahogany - Michael Masser (musik), Gerry Goffin (text) för sången "Theme from Mahogany (Do You Know Where You're Going To)"

### Bästa filmmusik
Vinnare:
Hajen - John Williams
Övriga nominerade:
Gökboet - Jack Nitzsche
De red för livet - Alex North
Birds Do It, Bees Do It - Gerald Fried
Vinden och lejonet - Jerry Goldsmith

### Bästa originalmusik
Vinnare:
Barry Lyndon - Leonard Rosenman
Övriga nominerade:
Funny Lady - Peter Matz
Tommy - Pete Townshend

### Bästa animerade kortfilm
Vinnare:
Great (Isambard Kingdom Brunel) - Bob Godfrey
Övriga nominerade:
Kick Me - Robert Swarthe
Monsieur Pointu - Bernard Longpré, André Leduc
Sisyphus - Marcell Jankovics

### Bästa kortfilm
Vinnare:
Angel and Big Joe - Bert Salzman
Övriga nominerade:
Conquest of Light - Louis Marcus
Dawn Flight - Larry Lansburgh, Brian Lansburgh
A Day in the Life of Bonnie Consolo - Barry J. Spinello
Doubletalk - Alan Beattie

### Bästa dokumentära kortfilm
Vinnare:
The End of the Game - Claire Wilbur, Robin Lehman
Övriga nominerade:
Arthur and Lillie - Jon Else, Steven Kovacs, Kristine Samuelson
Millions of Years Ahead of Man - Manfred Baier
Probes in Space - George Casey
Whistling Smith - Barrie Howells, Michael Scott

### Bästa dokumentärfilm
Vinnare:
The Man Who Skied Down Everest - F.R. Crawley, James Hager, Dale Hartleben
Övriga nominerade:
The California Reich - Walter F. Parkes, Keith Critchlow
Fighting for Our Lives - Glen Pearcy
The Incredible Machine - Irwin Rosten
The Other Half of the Sky: A China Memoir - Shirley MacLaine

### Bästa utländska film
Vinnare:
Vägvisaren (Sovjetunionen)
Övriga nominerade:
Actas de Marusia (Mexico)
Profumo di donna (Italien)
Ziemia obiecana (Polen)
Sandakan hachibanshokan bohkyo (Japan)

### Special-Oscar
Hindenburg - Peter Berkos för ljudeffekterna
Hindenburg - Albert Whitlock, Glen Robinson för specialeffekterna

### Heders-Oscar
Mary Pickford (närvarade inte vid ceremonin)

### Irving G. Thalberg Memorial Award
Mervyn LeRoy